# Rock'n Roll Standard Club Band
Rock'n Roll Standard Club Band foi uma banda formada em 1996 pelo guitarrista japonês Tak Matsumoto para uma série de shows.
A banda gravou um único álbum, intitulado "Rock'n Roll Standard Club", que estreou na 3ª posição da Billboard Japan.

## Formação
- Tak Matsumoto - guitarras
- Yuichi Ikuzawa - vocais
- Hideki Samejima - baixo elétrico
- Kaichi Kurose - baterias
- Takanobu Masuda - teclados

## Discografia
| Ano  | Álbum                                                                  | Desempenho nas Paradas Musicais | Ref.  |
| ---- | ---------------------------------------------------------------------- | ------------------------------- | ----- |
| 1996 | - Rock'n Roll Standard Club - Selo: Rooms Records ‎/ Vermillion Records | Billboard Japan - 3ª Posição    | [ 2 ] |

### Rock'n Roll Standard Club
| Críticas profissionais | Críticas profissionais |
| Avaliações da crítica  | Avaliações da crítica  |
| Fonte                  | Avaliação              |
| ---------------------- | ---------------------- |
| BURRN!                 | 80/100                 |

Rock'n Roll Standard Club foi o primeiro e único álbum gravado pelo grupo.[carece de fontes?] Ele estreou na 3ª posição da Billboard Japan.

#### Faixas
| N.º | Título                        | Intérprete Original    | Duração |  |
| 1.  | "I Got The Fire"              | Montrose               | 3:19    |  |
| 2.  | "Fool For Your Loving"        | Whitesnake             | 4:09    |  |
| 3.  | "Cause We've Ended As Lovers" | Jeff Beck              | 5:39    |  |
| 4.  | "Into The Arena"              | Michael Schenker Group | 4:23    |  |
| 5.  | "Rock and Roll, Hoochie Koo"  | Rick Derringer         | 3:51    |  |
| 6.  | "Move Over"                   | Janis Joplin           | 4:02    |  |
| 7.  | "Life For The Taking"         | Eddie Money            | 4:53    |  |
| 8.  | "Sunset"                      | Gary Moore             | 5:13    |  |
| 9.  | "Wishing Well"                | Free                   | 4:09    |  |
| 10. | "Communication Breakdown"     | Led Zeppelin           | 2:56    |  |
| 11. | "Mistread"                    | Deep Purple            | 7:47    |  |

#### Créditos musicais
- Tak Matsumoto: guitarra
- Masao Akashi: baixo elétrico (# 1-4, 6-11)
- Phil Chen: baixo elétrico (# 5)
- Munetaka Higuchi: bateria (# 1, 2, 5, 9)
- Jun Aoyama: bateria (# 3, 8)
- Kaichi Kurose: bateria (# 6, 7, 10, 11)
- Denny Fongheiser: bateria (# 4)
- Hiroyuki Namba: órgão (# 2, 5, 9)
- Takanobu Masuda: órgão (# 4, 6, 7, 10, 11), piano (# 6), moog (# 4), piano elétrico (# 7), sintetizador (# 7)
- Akira Onozuka: piano (# 8), piano elétrico (# 3), sintetizador (# 8)
- Yuichi Ikusawa: vocal (# 1, 2, 5, 7, 9, 11) Coro (# 2, 9, 11)
- Genki Hitomi: vocal (# 6, 10)
- Maki Ohguro: coro (# 5)
- Genki Hitomi: coro (# 10)

## Shows
| # | Data       | Local                 |
| - | ---------- | --------------------- |
| 1 | 21/08/1996 | Sapporo Penny Lane 24 |
| 2 | 26/08/1996 | Kobe Chicken George   |
| 3 | 27/08/1996 | Osaka W'OHOL          |
| 4 | 29/08/1996 | Nagoya Bottom Line    |
| 5 | 03/09/1996 | Yokohama CLUB HEAVEN  |
| 6 | 04/09/1996 | Shibuya ON AIR EAST   |
| 7 | 06/09/1996 | Fukuoka Crossing Hall |

| Setlist dos shows | Setlist dos shows |
| Canção | Músicos |
| --- | --- |
| 01. I Got The Fire (MONTROSE) 02. Walking In The Shadow Of Blues (Whitesnake) 03. Ain't Talking 'bout Love (Van Halen) 04. Back In Black (AC/DC) 05. Lights Out (U.F.O.) 06. Life For The Taking (Eddie Money) 07. Little Wing (Jimi Hendrix) 08. Sunset (Gary Moore) 09. Crying In The Rain (Whitesnake) 10. Wishing Well (Free) 11. Mama Kin (Aerosmith) 12. Fool For Your Loving (Whitesnake) 13. Mistreated (Deep Purple) 14. Mr. Crowly (Ozzy Osbourne) ENCORE 15. Into The Arena (Michael Schenker Group) 16. Rock and Roll, Hoochie Koo (Rick Derringer) 17. All Right Now (Free) 18. Rock And Roll (Led Zeppelin) | - Tak Matsumoto - guitarras - Yuuichi Ikuzawa - vocais - Hideki Samejima - baixo elétrico - Kaichi Kurose - baterias - Takanobu Masuda - teclados |